# Žandarmerija Srbije
Žandarmarija Srbije (srbsko Жандармерија) je oborožena policijska sila pod okriljem srbske policije, Ministrstva za notranje zadeve, Republike Srbije (МУП). 
Pristojna je za varovanje dogodkov z visokim tveganjem, zagotovitev pomoči in izravnalnih ukrepov v primeru naravnih katastrof, ter zatiranje in preprečevanje terorizma. 
Formirana je bila 28. Junija leta 2001, po razpadu Posebnih policijskih sil (ПЈП). Žandarmerija je v prvotni obliki na ozemlju Srbije obstajala od leta 1860 do leta 1920. Kot posebna enota znotraj srbske policije se lahko njena vloga primerja z rusko specialno enoto OMON enoto ter nekdanjo ukrajinsko specialno enoto berkut.
Leta 2017 je enoto srbske žandarmerije sestavljalo okrog 2800 pripadnikov. Generalna uprava srbske žandarmerije je v Beogradu.

## Organizacija žandarmerije
Trenutno žandarmerijo sestavljajo:
- Komanda žandarmerije (sedež v Beogradu)
- Potapljaška enota (sedež v Beogradu), ki se deli na potapljaški in nautični vod
- Štiri ekipe (odredi), ki se nahajajo v: Beogradu, Nišu, Novem Sadu ter Kraljevu

### Sestava odreda
- Komanda odreda
- Specialna enota (povelje odreda, štiri protiteroristične ekipe, izvidniška skupina, ekipa snajperjev, skupina voditeljev službenih psov, ter enota za mine in eksplozivna sredstva)
- Štiri enote za splošne naloge (povelje, trije vodi za splošne namene, vod za požarno stražo)
- Enota specialnih vozil (povelje, dva voda specialnih vozil)
- Odred v Beogradu ima na voljo celotno enoto za zavarovanje objektov, ostalim odredom sta določena dva voda za zavarovanje objektov in stavb

## Pristojnosti
Obveznosti žandarmerije oz. pooblastila so tako civilna, kot vojaška. Glavne obveznosti  oz. naloge srbske žandarmerije vključujejo:
- vzpostavljanje javnega reda med večjimi neredi,
- varovanje državnih objektov, ter varovanje zaščitenih oseb
- odvzem prostosti osumljencem kaznivih dejanj, ter pripadnikom organiziranih kriminalnih ali terorističnih združb
- zatiranje terorizma,
- obvladovanje obsojencev in zapornikov ter preprečevanje zaporniških nemirov
- obvladovanje nasilnih organizacij in združenj,
- vzdrževanje reda in miru na administrativni meji s Kosovom.